# Приморское сельское поселение (Архангельская область)
Приморское сельское поселение или муниципальное образование «Приморское» — муниципальное образование со статусом сельского поселения в составе Приморского муниципального района Архангельской области России. 
Соответствует административно-территориальной единице в Приморском районе — Приморскому сельсовету.
Административный центр — деревня Рикасиха.

## География
Приморское сельское поселение расположено в устье реки Северная Двина, между городом Северодвинск и рекой Лая.

## История
Муниципальное образование было образовано в 2006 году.
В марте 1934 года территория Лайского Дока перешла в административное подчинение Приморскому району. На президиуме районного исполнительного комитета депутатов рабочих, крестьянских и красноармейских депутатов было принято постановление об образовании нового Приморского сельсовета, куда из Рикасихинского сельсовета вошли поселок райцентра, деревня Рикасиха и Лайский Док, остальная территория вошла в состав Шихирихинского сельсовета. В 1938 году центр Приморского сельсовета был переведен в деревню Рикасиха. 23 июня 1954 года, решением Облисполкома объединены Приморский и Шихирихинский сельсоветы в один — Приморский, с центром в деревне Рикасиха..

## Население
| 2007  | 2010  | 2011  | 2012  | 2013  | 2014  | 2015  | 2016  | 2017  |
| ----- | ----- | ----- | ----- | ----- | ----- | ----- | ----- | ----- |
| 2734  | ↘2690 | ↘2678 | ↗2729 | ↘2674 | ↘2636 | ↘2586 | ↘2565 | ↘2544 |
| 2018  | 2019  | 2020  | 2021  | 2023  |       |       |       |       |
| ↘2525 | ↘2499 | ↘2493 | ↗3147 | ↘3126 |       |       |       |       |

## Состав
В состав Приморского сельского поселения входят:
- деревня Бармино — 0 человек[20]
- деревня Белое — 0 чел.
- посёлок Лайский Док — 728 чел.
- деревня Лая — 49 чел.
- деревня Личка — 3 чел.
- деревня Рикасиха — 1877 чел.
- деревня Чужгоры — 3 чел.
- деревня Шихириха  — 30 чел.
- железнодорожная станция Лайская
- железнодорожный разъезд 22 км — 0 чел.
- железнодорожный разъезд 28 км — 0 чел.
- железнодорожный разъезд 34 км — 0 чел.